# Белінце
Белінце (словац. Belince) — село, громада округу Топольчани, Нітранський край. Кадастрова площа громади — 2.1 км².
Населення 376 осіб (станом на 31 грудня 2024 року).

## Історія
Белінце згадується 1318 року.

## Населення
| Рік:            | 1994. | 2004.   | 2014.    | 2024.    |
| --------------- | ----- | ------- | -------- | -------- |
| Кількість осіб: | 267   | 281     | 324      | 376      |
| Різниця:        |       | +5,24 % | +15,30 % | +16,04 % |

| Рік:            | 2023. | 2024.   |
| --------------- | ----- | ------- |
| Кількість осіб: | 383   | 376     |
| Різниця:        |       | -1,82 % |